# Мурманская биологическая станция
Мурманская биологическая станция — биологическая станция, действовавшая в городе Полярный с 1904 по 1933 годы. Являлась преемницей Соловецкой биологической станции (действовавшей с 1881 по 1899). Была восстановлена в Дальних Зеленцах как Мурманская биологическая станция «Дальние Зеленцы» (действовавшая с 1935), которая в свою очередь была реорганизована в Мурманский морской биологический институт в 1958 году.

## История станции
Мурманская биологическая станция Санкт-Петербургского общества естествоиспытателей ведёт свою историю с 1899 года, когда было принято решение о переносе Соловецкой биологической станции в порт Александровск (ныне город Полярный) Екатерининской гавани Кольского залива. Решение было вызвано тем, что новый настоятель Соловецкого монастыря Иоанникий подал в 1898 году в Московскую синодальную контору докладную записку о недопустимости существования биологической станции в стенах монастыря.
Организация станции на новом месте происходила при деятельном участии А. К. Линко, Д. Д. Педашенко и К. М. Дерюгина. Первоначально станция была размещена в новом, даже ещё не вполне законченном здании будущей городской школы, на горе, в довольно значительном отдалении от моря. Линко, лаборант станции в 1899—1902 годы, фактически был её заведующим и единственным постоянным научным сотрудником, занимался и административно-хозяйственными вопросами, и писал ежегодные отчёты о работе станции, собирал и обрабатывал научные данные. Содействовал постройке новой станции архангельский губернатор А. П. Энгельгардт.
Только весной 1902 года был составлен Устав и послан на утверждение в Министерство Народного Просвещения. К этому времени на 8 мест, которые предполагалось предоставить на станции претендовало уже 10 человек, среди которых был и известный австрийский зоолог, профессор Грацского университета Людвиг фон Графф.
В 1903—1904 годах фактическим руководителем Мурманской станции (на должности лаборанта) стал К. М. Дерюгин. Большинство работ, позволивших за два сезона почти полностью оборудовать станцию, были организованы лично Дерюгиным и проводились при его непосредственном участии и наблюдении. За два летних сезона при участии сотрудников университета Д. И. Дейнеки и С. М. Розанова, действительного члена общества естествоиспытателей Д. К. Глазунова и трёх студентов — Н. А. Бирули, С. Н. Савельева и В. А. Догеля были: оборудован главный дом; построены новый дом для служащих, сарай-док, машинный домик и водонапорная башня; устроены водопровод для пресной и морской воды, аквариумы с проточной морской водой; осуществлена постройка полупалубного бота «Орка» («Orca» (англ.)), были начаты планомерные работы по обследованию Кольского залива.
Официальная церемония открытия Мурманской биологической станции состоялась 29 июня 1904 года. Первым директором её был назначен С. В. Аверинцев; 2 мая 1908 года его сменил Г. А. Клюге. После назначения на должность директора Клюге, в 1909 году, был командирован за границу для изучения постановки дела на северных биологических станциях: он изучал деятельность Кристинебергской станции (Швеция), Бергенской и Трондгеймской станции (Норвегия).
В 1908 году число приехавших работать на станцию достигло уже 19 человек. В этом же году прибыла под руководством К. М. Дерюгина из Петербурга, построенная по проекту А. П. Фан-дер-Флита, шхуна станции «А. Ковалевский».
В 1915—1918 годы здания станции были заняты военными, а до 1920 года местность оккупировали английские войска. Поэтому, в это период научная деятельность на станции не велась. При возобновлении работы станции на ней кроме директора Г. А. Клюге в числе постоянных сотрудников находились: зоологи Б. Н. Шванвич, Н. А. Ливанов, М. Е. Макушек и И. Г. 3акс; химик В. А. Смирнов; препаратор Н. Н. Спасский; лаборант Л. Я. Чаянова.
В 1921 году были возобновлены регулярные рейсы в Баренцево море к 75° с. ш. по Международной программе исследования Северных морей, начаты ежемесячные рейсы по Кольскому заливу. В 1922 году установлено электрическое освещение. В 1923 году вновь заработал морской водопровод. По предложению академика И. П. Павлова здесь было открыто физиологическое отделение под руководством Е. М. Крепса. В 1928 году было приобретено в Норвегии и переоборудовано под исследовательские цели новое судно, названное «Николай Книпович».
В 1925 году декретом Совнаркома станция была объявлена самостоятельным научным учреждением на правах научно-исследовательского института, однако в 1929 году станция стала отделением Государственного океанографического института (ГОИН).
Работавшая на Мурманской станции в 1928—1933 годах Нина Абрамовна Вержбинская отмечала:

А станция была чудесная! Меня станция поразила тем, что там не было ни элемента бахвальства. Ни элемента, ни капли! Наоборот, было уважение к науке, огромное уважение к науке. И нам, молодёжи, это внушали, что это огромная работа, и нужнейшая работа, и труднейшая работа— 
5 марта 1933 года в газете «Ленинградская правда» появилась статья К. Аренина «Осиное гнездо»: «…Чуждая нашему строю, нашим задачам плеяда „бывших“, явных врагов Советской власти, паразитов и тунеядцев… окопалась на скалистом мысе в Полярном, пожирая народные деньги и проводя „высоконаучную“ работу». Вскоре после выхода статьи были арестованы и увезены в Ленинград все руководящие сотрудники станции. Через месяц их освободили, и большинство из них вернулось на станцию. Однако 8 августа 1933 года арестовали уже не только старших сотрудников, но и многих членов экипажей судов, и служащих станции; им инкриминировалась организация вредительской группы, сорвавшей выполнение плана промысла трески Рыбтрестом. Одиннадцать человек были заключены в концлагерь или отправлены в ссылку, ещё одиннадцать получили сроки условно.
Среди работавших на Мурманской биологической станции учёных — будущие академики зоолог А. В. Иванов, геохимик А. П. Виноградов, геофизик и океанолог В. В. Шулейкин, гидробиолог Л. А. Зенкевич, члены-корреспонденты Академии наук биохимик, физиолог и микробиолог В. С. Буткевич, протозоолог и паразитолог Ю. И. Полянский, океанолог и полярный исследователь Н. Н. Зубов, зоолог и художник-анималист Н. Н. Кондаков, морфолог-эволюционист Д. М. Федотов, гидробиологи П. В. Ушаков, Е. Ф. Гурьянова и многие другие учёные.